# McMurdo Station
77°50′47″S 166°40′06″E / 77.846323°S 166.668235°E
McMurdo Station (nadimak MacTown) je najveće mjesto na Antarktici ili bolje rečeno najveće istraživačko mjesto. McMurdo Station pripada SAD-u, tj. američkoj vladi.

## Stanovništvo
Zimi ondje živi oko 250 osoba, a ljeti broj naraste i na preko 1100 osoba.

## Klima
Prosječna godišnja temperatura je - 17°C.

## Vanjske poveznice
|  | Zajednički poslužitelj ima još gradiva o temi McMurdo Station |

- Stranica NSF-a na Mcmurdo Stationu  Arhivirana inačica izvorne stranice od 25. listopada 2009. (Wayback Machine)